# Sigara defecta
Sigara defecta är en insektsart som beskrevs av Hungerford 1948. Sigara defecta ingår i släktet Sigara och familjen buksimmare. Inga underarter finns listade i Catalogue of Life.